# 鸭儿芹
鸭儿芹（学名：Cryptotaenia japonica），又名山芹菜、野蜀葵、三葉芹，日本名為三葉，因其葉片從中央分成3片而得名。为伞形科鸭儿芹属下的一个种。

## 扩展阅读
- 維基物種上的相關：鸭儿芹

## 外部連結
- Technical description of Cryptotaenia japonica（页面存档备份，存于）
- Plants for a Future database on Cryptotaenia japonica（页面存档备份，存于）